# Sical de Mendoza
El sical de Mendoza (Sicalis mendozae) és un ocell de la família dels tràupids (Thraupidae).

## Hàbitat i distribució
Habita vessants obertes de l'oest de l'Argentina.